# Pistolet Cobra Freedom
Cobra Freedom (Cobra FS) – współczesny, amerykański pistolet samopowtarzalny kalibru 7,65 lub 9 mm. Przeznaczony do skrytego przenoszenia i samoobrony.

## Opis
Cobra Freedom jest bronią samopowtarzalną. Zasada działania automatyki oparta na odrzucie zamka swobodnego. Bezpiecznik nastawny znajduje się na lewej stronie szkieletu.
Cobra Freedom jest zasilana ze wymiennego, jednorzędowego magazynka pudełkowego o pojemności 8 (7,65 mm) lub 7 (9 mm) naboi, umieszczonego w chwycie. Zatrzask magazynka znajduje się u spodu chwytu.
Lufa gwintowana.
Przyrządy celownicze mechaniczne, stałe (muszka i szczerbinka). Pistolet Cobra Freedom jest wykonany ze stali. Okładki chwytu z tworzywa sztucznego.